# Aeropuerto Internacional de Salvador
El Aeropuerto Internacional de Salvador Deputado Luís Eduardo Magalhães (Códgo IATA: SSA; Código OACI: SBSV), conocido popularmente también por su antiguo nombre: Aeropuerto Internacional Dois de Julho, es el aeropuerto de Salvador de Bahía, en el estado de Bahía, Brasil. Es administrado por Infraero, y se sitúa a 20 kilómetros al norte del centro de Salvador de Bahía. En 2007, pasaron por el aeropuerto un total de 5.920.573 pasajeros y se registraron un total de 91.043 movimientos de aeronaves, situándose como el quinto aeropuerto con mayor número de pasajeros de Brasil.

## Historia
El aeropuerto fue fundado en el año 1925, y fue completamente reconstruido en el año 1941 por Panair do Brasil ("necesidades de la guerra", declararon los gobiernos brasileño y americano). Su antiguo nombre era Santo Amaro do Ipitanga.
En 1955, el aeropuerto cambió su nombre por el de Dois de Julho, y, en 1998, volvió a cambiar de nombre por el que tiene en la actualidad, a pesar de que buena parte de los habitantes de Salvador de Bahía continúan refiéndose al aeropuerto por el antiguo nombre Dois de Julho.
En 2000, el aeropuerto recibió una importante remodelación, que hizo que el aeropuerto sea uno de los más modernos aeropuertos de Brasil.

## Aerolíneas y destinos

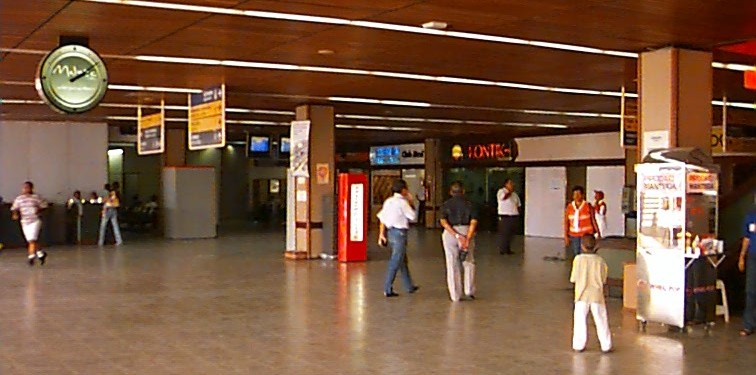
Interior del aeropuerto.

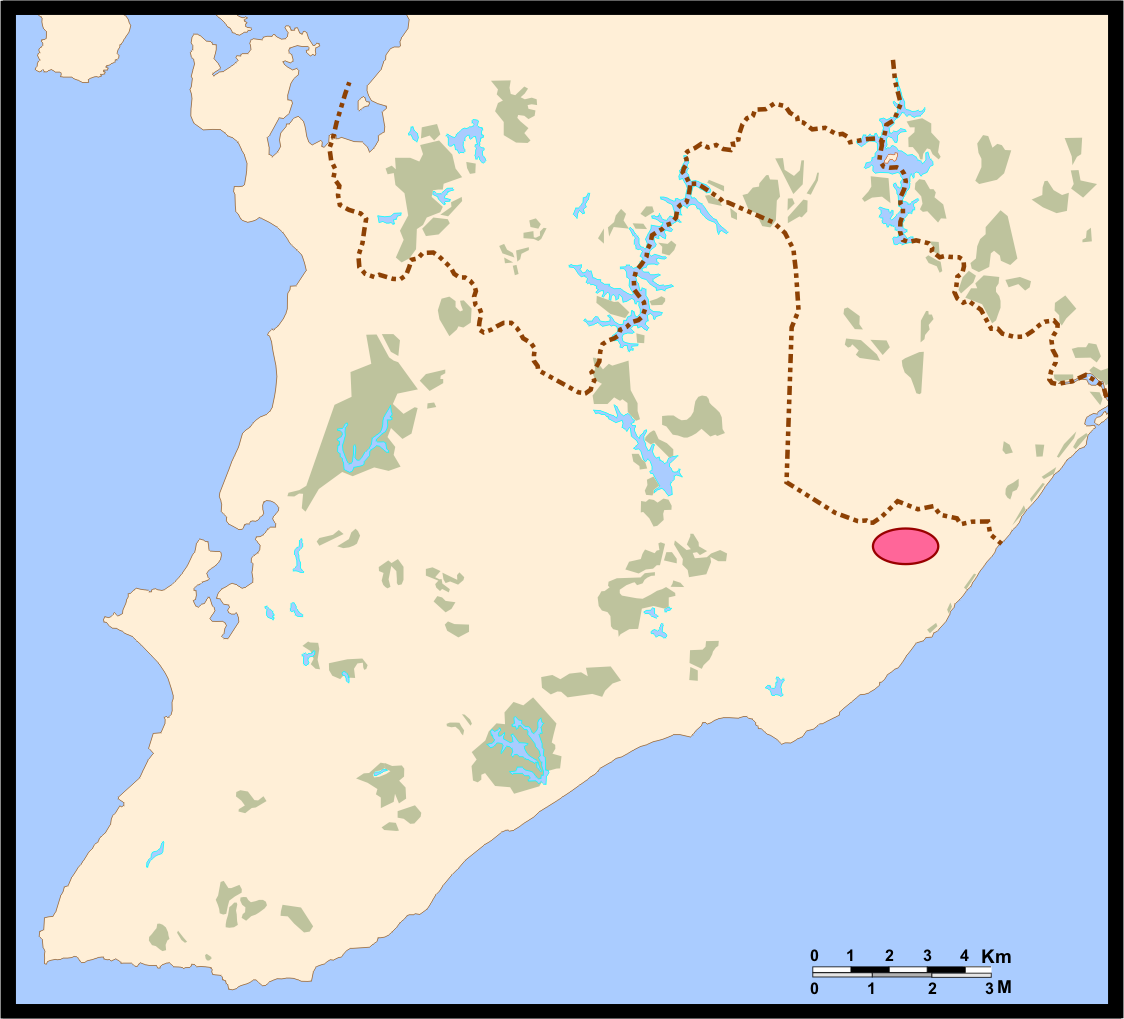
Ubicación del aeropuerto en Salvador.

### Aerolíneas y destinos
| Aerolíneas                       | Ciudades | Alianza       |
| -------------------------------- | --- | ------------- |
| Abaeté Aviação 2 destinos        | Nacionales: (2) Barra Grande / Morro de São Paulo | N/A           |
| Aerolíneas Argentinas 3 destinos | Internacionales (1) Buenos Aires / Córdoba | Skyteam       |
| Air Europa 1 destino             | Internacional: (1) Madrid | Skyteam       |
| Air France 1 destino             | Internacional: (1) Paris | Skyteam       |
| Azul Líneas Aéreas 12 destinos   | Nacionales: (12) Belo Horizonte / Campinas / Florianópolis / Goiânia / Guanambi / Ilhéus / Porto Seguro / Recife / Río de Janeiro / São Paulo / Vitória / Vitória da Conquista | N/A           |
| Copa Airlines 1 destino          | Internacional: (1) Ciudad de Panamá (Inicia 7 de enero del 2026) | Star Alliance |
| Gol Linhas Aéreas 27 destinos    | Nacionales: (27) Aracaju / Barreiras / Belo Horizonte / Brasilia / Campinas / Curitiba / Fortaleza / Goiânia / Ilhéus / João Pessoa / Lençóis / Maceió / Montes Claros / Natal / Palmas / Paulo Afonso / Petrolina / Porto Alegre / Porto Seguro / Recife / Río de Janeiro / São Luis / São Paulo / São Paulo-GRU / Teixeira de Freitas, Vitória / Vitória da Conquista Internacional (1) Buenos Aires / Buenos Aires-Ezeiza | N/A           |
| LATAM Brasil 5 destinos          | Nacionales: (5) Brasilia / Fortaleza / Río de Janeiro / São Paulo / São Paulo-GRU | N/A           |
| TAP Portugal 1 destino           | Internacional: (1) Lisboa | Star Alliance |
| Sky Airline 3 destinos           | Internacionales (3) Buenos Aires-Ezeiza / Montevideo / Santiago de Chile | N/A           |

### Destinos Internacionales
| Ciudades por países                       | Nombre del aeropuerto                                             | Aerolíneas                                 | Aeronaves     |               |
| Centroamérica                             | Centroamérica                                                     | Centroamérica                              | Centroamérica | Centroamérica |
| ----------------------------------------- | ----------------------------------------------------------------- | ------------------------------------------ | ------------- | ------------- |
| Panamá                                    |                                                                   |                                            |               |               |
| Ciudad de Panamá                          | Aeropuerto Internacional de Tocumen                               | Copa Airlines (Inicia 7 de enero del 2026) | B738          |               |
| Suramérica                                |                                                                   |                                            |               |               |
| Argentina                                 |                                                                   |                                            |               |               |
| Buenos Aires                              | Aeropuerto Internacional Ministro Pistarini                       | Gol Linhas Aéreas / Sky Airline            | B38M, A320    |               |
| Buenos Aires                              | Aeroparque Jorge Newbery                                          | Aerolíneas Argentinas / Gol Linhas Aéreas  | B38M, B38M    |               |
| Córdoba                                   | Aeropuerto Internacional Ingeniero Aeronáutico Ambrosio Taravella | Aerolíneas Argentinas                      | B738, B38M    |               |
| Chile                                     |                                                                   |                                            |               |               |
| Santiago de Chile                         | Aeropuerto Internacional Arturo Merino Benítez                    | Sky Airline                                | A320          |               |
| Uruguay                                   |                                                                   |                                            |               |               |
| Montevideo                                | Aeropuerto Internacional Carrasco                                 | Sky Airline                                | A320          |               |
| Europa                                    |                                                                   |                                            |               |               |
| España                                    |                                                                   |                                            |               |               |
| Madrid                                    | Aeropuerto Adolfo Suárez Madrid-Barajas                           | Air Europa                                 | B788          |               |
| Francia                                   |                                                                   |                                            |               |               |
| París                                     | Aeropuerto de París-Charles de Gaulle                             | Air France                                 | A359          |               |
| Portugal                                  |                                                                   |                                            |               |               |
| Lisboa                                    | Aeropuerto de Lisboa                                              | TAP Portugal                               | A339          |               |
| Total: 7 destinos, 6 países, 7 aerolíneas |                                                                   |                                            |               |               |

### Carga
- LATAM Cargo Brasil - Boeing 767-300(F)
- Sideral Air Cargo - Boeing 737-300/400
- TOTAL Cargo - Boeing 727